# Paracirrhites nisus
Paracirrhites nisus är en fiskart som beskrevs av Randall, 1963. Paracirrhites nisus ingår i släktet Paracirrhites och familjen Cirrhitidae. Inga underarter finns listade i Catalogue of Life.